# Spongodes cupuliformis
Spongodes cupuliformis är en korallart som först beskrevs av Verseveldt 1966.  Spongodes cupuliformis ingår i släktet Spongodes och familjen Nephtheidae. Inga underarter finns listade i Catalogue of Life.